# Ganyá
Ganyá (AFI: [gænˈd͡ʒæ] (escucharⓘ en azerí: Gəncə), también escrito como Ganzhá, es la segunda ciudad más poblada de Azerbaiyán, tras la capital, Bakú. Durante el periodo zarista se llamó Elizavétpol y en tiempos de la RSS de Azerbaiyán Kirovabad. Se encuentra sobre las dos orillas del río Ganyáchay, afluente del Kurá.

## Nombre
El nombre de Ganyá lo llevaba hasta 1826, a partir de cuya fecha fue llamada Elizavétpol. En 1917, se la empezó a llamar oficialmente de nuevo Ganyá, y fue sede del gobierno de Azerbaiyán dirigido por el Musavat (1918) hasta la conquista de Bakú. En 1924, adoptó formalmente el nombre de Ganyá, hasta 1935 en que fue modificado por Kirovabad en honor al héroe soviético S. M. Kírov. Recuperó su antiguo nombre después de 1989.

## Historia
Hay diferentes opiniones de la fundación de Ganyá. Según una de ellas Ganyá fue fundada en los años 659-660, en el tiempo de la invasión de los árabes. Según la otra opinión la ciudad fue fundada en 859 con el nombre de Tarik Bab al-Abwad, sobre las ruinas de la antigua capital de Azerbaiyán, conocidas como Takht i Sulaymán. En los años de gobernanza de Fadlun I (895-1030) la ciudad se fortaleció. Tras la decadencia de Bardha’a, Ganyá se convirtió en capital de Arrán con la dinastía shaddadí hacia 952.

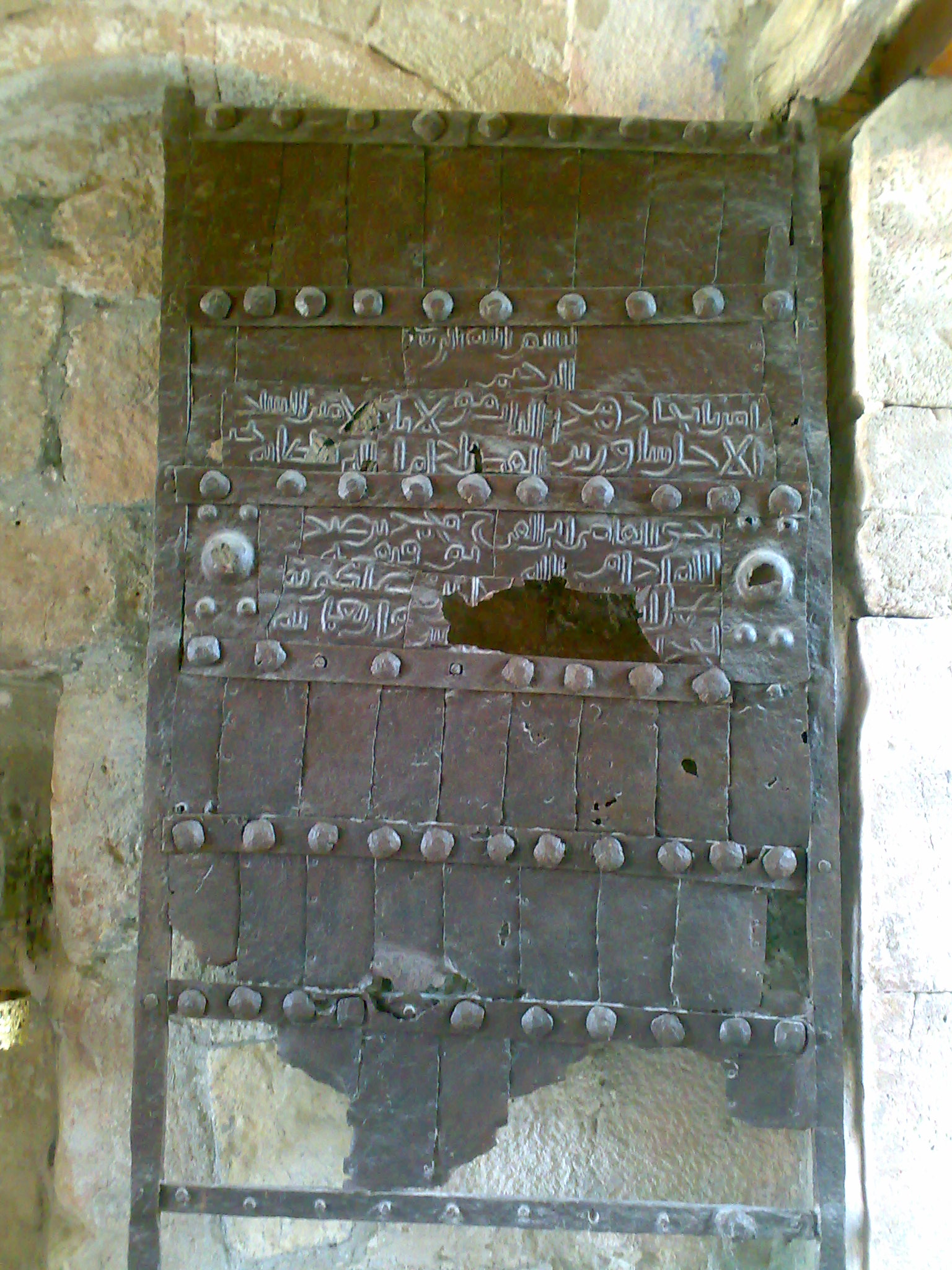
Las Puertas de Ganyá

Tomada por el sultán Malik Shah, su hijo Muhámmad recibió Ganyá como feudo. En 1138 un terremoto destruyó Ganyá y mató a miles de personas, entre ellos la esposa e hijos del sultán Kara Sonkur de Arrán y Azerbaiyán (quien estaba ausente durante el terremoto). El rey Demetrio I de Georgia la saqueó en 1139 llevándose las Puertas de Ganyá que actualmente se encuentran en el Monasterio de Gelati cerca de Kutaisi. En los siglos siglo XI y siglo XII en Ganyá crearon su obra los grandes poetas Mahsati Ganyaví y Nezamí Ganyaví. El sultán Kara Sonkur murió en 1140 y su sucesor Chavil en 1146.
Siguió en Arrán la dinastía rawadí, pero a los pocos años Ganyá volvió a pertenecer a los soberanos de Azerbaiyán, con los Ildiguizíes. Durante los siglos siglo XII-siglo XIII Ganyá, como la segunda capital de los Ildiguizíes, floreció.
En el siglo XIII fue reconstruida por el sultán Kara Sunkur. Los mongoles se presentaron ante ella en 1221 pero no la atacaron. En 1225 el último Ildiguizí, Ozbeg, se refugió allí huyendo de Tabriz, tomada por Yalal al-Din Khwarizm Shah, quien acabó sometiéndola. En 1231 fue reprimida la rebelión de sus ciudadanos. En 1235 fue tomada e incendiada por los mongoles, y aunque fue reconstruida perdió su importancia. Pasó a los Ilkhanes con todo el territorio de Arrán y luego siguió la suerte de Azerbaiyán hasta que el safaví Ismail Shah la incorporó a Persia. Sus gobernadores llevaron el título de khan. Durante los siglos XVI-XVIII Ganyá formó parte del Imperio safávida y fue el centro de la provincia de Karabaj. 
En 1583 el khan Imán Kuli fue derrotado por los turcos, que ocuparon la ciudad en 1588, siendo recobrada por los persas en 1606. La mezquita principal de la ciudad, Mezquita Djuma fue construida en 1620 por shah Abbás I. En 1723 fue ocupada de nuevo por los turcos, y recobrada por Nadir Shah en 1735, a la muerte del cual sus gobernadores (janes) fueron independientes de hecho durante varios años, pero a finales del siglo XVIII reconocieron la soberanía de la dinastía persa de los Kayar. 
El general ruso Pável Tsitsiánov la conquistó el 3 de enero de 1804, y fue formalmente cedida al Imperio ruso en el Tratado de Gulistán (1813). Desde 1804 Ganyá ha sido llamada Elizavétpol (en homenaje a la esposa de Alejandro I, Elizaveta Alekséievna). En 1806 en Ganyá fue establecido el tribunal del distrito y en 1824 policía. Un intento de los persas de recuperarla se saldó con una fuerte derrota el 13 de septiembre de 1826.
En 1840 se abolió el régimen del comandante. Ganyá ha sido el centro del condado y formó parte de la gubernia georgiana de Imereti. En 1868 ha sido el centro de nueva gubernia de Elizavétpol. En 1883 Ganyá fue unida con Bakú, Tiflis y Batumi por el ferrocarril. 
En los años soviéticos Ganyá (Kirovabad) fue el segundo centro industrial y cultural de Azerbaiyán después de Bakú. Desde 1933 hasta 1976 en la ciudad funcionaban los tranvías. En Kirovabad (a veces, abreviado, Kírov) realizaban su formación los pilotos de caza de la aviación del bando gubernamental durante la guerra Civil Española (fuente: Yo fui piloto de caza rojo, Francisco Tarazona, editorial San Martín, Madrid, 1974).
Actualmente en Ganyá funciona el aeropuerto civil, que en 2007 obtuvo el estatuto del internacional. El 21 de noviembre de 2013 resultó elegida como Capital Europea de la Juventud en 2016. El Ministerio de Defensa de Azerbaiyán el 5 de octubre de 2020 dijo que la ciudad de Ganyá fue atacada desde el territorio de la región de Berd de Armenia. El 11 de octubre de 2020 alrededor de las 02:00 de la noche en la parte central de Ganyá fue atacado por las fuerzas armadas armenias, 10 personas, incluidas 4 mujeres, murieron como resultado del lanzamiento de cohetes.

## Demografía
Según los datos de 1861 en la ciudad vivían 15 029 personas, desde las que 1300 familias eran musulmanas y 1000 armenias. Por los datos de 1893, Elizavétpol contaba con 25 758 ciudadanías, de las que 13 392 eran azerbaiyanas. En la ciudad funcionaban 13 mezquitas, 6 iglesias armenias, 2 iglesias ortodoxas y una luterana. 
Según estimación de 2010 contaba con una población de 325 820 habitantes.
| Evolución demográfica entre 1825 y 2013 |        |      |        |        |        |        |        |        |        |        |         |         |         |         |         |         |         |         |
| 1825                                    | 1833   | 1840 | 1856   | 1897   | 1912   | 1915   | 1920   | 1923   | 1926   | 1939   | 1959    | 1970    | 1979    | 1989    | 2003    | 2004    | 2011    | 2013    |
| 10 800                                  | 11 100 | 7800 | 10 900 | 33 600 | 59 600 | 63 400 | 40 700 | 38 900 | 57 400 | 98 900 | 116 100 | 189 500 | 231 900 | 278 000 | 302 000 | 320 000 | 316 000 | 322 900 |

## Clima
| Parámetros climáticos promedio de Ganyá (1991-2020)            | Parámetros climáticos promedio de Ganyá (1991-2020) | Parámetros climáticos promedio de Ganyá (1991-2020) | Parámetros climáticos promedio de Ganyá (1991-2020) | Parámetros climáticos promedio de Ganyá (1991-2020) | Parámetros climáticos promedio de Ganyá (1991-2020) | Parámetros climáticos promedio de Ganyá (1991-2020) | Parámetros climáticos promedio de Ganyá (1991-2020) | Parámetros climáticos promedio de Ganyá (1991-2020) | Parámetros climáticos promedio de Ganyá (1991-2020) | Parámetros climáticos promedio de Ganyá (1991-2020) | Parámetros climáticos promedio de Ganyá (1991-2020) | Parámetros climáticos promedio de Ganyá (1991-2020) | Parámetros climáticos promedio de Ganyá (1991-2020) |
| Mes                                                            | Ene.                                                | Feb.                                                | Mar.                                                | Abr.                                                | May.                                                | Jun.                                                | Jul.                                                | Ago.                                                | Sep.                                                | Oct.                                                | Nov.                                                | Dic.                                                | Anual                                               |
| -------------------------------------------------------------- | --------------------------------------------------- | --------------------------------------------------- | --------------------------------------------------- | --------------------------------------------------- | --------------------------------------------------- | --------------------------------------------------- | --------------------------------------------------- | --------------------------------------------------- | --------------------------------------------------- | --------------------------------------------------- | --------------------------------------------------- | --------------------------------------------------- | --------------------------------------------------- |
| Temp. máx. abs. (°C)                                           | 22.8                                                | 25.0                                                | 28.0                                                | 35.6                                                | 39.5                                                | 39.2                                                | 42.0                                                | 41.7                                                | 38.8                                                | 33.4                                                | 29.0                                                | 23.3                                                | 42.0                                                |
| Temp. máx. media (°C)                                          | 7.1                                                 | 8.5                                                 | 13.2                                                | 18.4                                                | 24.0                                                | 29.3                                                | 32.1                                                | 31.6                                                | 26.3                                                | 20.0                                                | 12.9                                                | 8.5                                                 | 19.3                                                |
| Temp. media (°C)                                               | 3.3                                                 | 4.3                                                 | 8.3                                                 | 13.1                                                | 18.7                                                | 23.6                                                | 26.3                                                | 25.9                                                | 21.1                                                | 15.3                                                | 8.7                                                 | 4.7                                                 | 14.4                                                |
| Temp. mín. media (°C)                                          | 0.9                                                 | 1.6                                                 | 5.0                                                 | 9.4                                                 | 14.7                                                | 19.3                                                | 21.8                                                | 21.6                                                | 17.2                                                | 12.2                                                | 6.1                                                 | 2.4                                                 | 11                                                  |
| Temp. mín. abs. (°C)                                           | -17.8                                               | -15.2                                               | -12.0                                               | -3.2                                                | 1.5                                                 | 5.8                                                 | 10.4                                                | 10.5                                                | 2.8                                                 | -0.6                                                | -7.9                                                | -13.0                                               | -17.8                                               |
| Precipitación total (mm)                                       | 11                                                  | 31                                                  | 20                                                  | 26                                                  | 42                                                  | 31                                                  | 15                                                  | 30                                                  | 32                                                  | 35                                                  | 18                                                  | 12                                                  | 303                                                 |
| Nevadas (cm)                                                   | 0                                                   | 0                                                   | 0                                                   | 0                                                   | 0                                                   | 0                                                   | 0                                                   | 0                                                   | 0                                                   | 0                                                   | 0                                                   | 0                                                   | 0                                                   |
| Días de lluvias (≥ 1 mm)                                       | 3                                                   | 4                                                   | 6                                                   | 8                                                   | 9                                                   | 6                                                   | 4                                                   | 3                                                   | 4                                                   | 6                                                   | 6                                                   | 4                                                   | 63                                                  |
| Días de nevadas (≥ 1 mm)                                       | 3                                                   | 5                                                   | 2                                                   | 0.2                                                 | 0                                                   | 0                                                   | 0                                                   | 0                                                   | 0                                                   | 0.4                                                 | 1                                                   | 2                                                   | 13.6                                                |
| Horas de sol                                                   | 120                                                 | 113                                                 | 141                                                 | 182                                                 | 229                                                 | 267                                                 | 278                                                 | 252                                                 | 212                                                 | 168                                                 | 123                                                 | 115                                                 | 2200                                                |
| Humedad relativa (%)                                           | 71                                                  | 71                                                  | 68                                                  | 70                                                  | 68                                                  | 61                                                  | 59                                                  | 61                                                  | 65                                                  | 74                                                  | 76                                                  | 74                                                  | 68.2                                                |
| Fuente n.º 1: Погода и климат                                  |                                                     |                                                     |                                                     |                                                     |                                                     |                                                     |                                                     |                                                     |                                                     |                                                     |                                                     |                                                     |                                                     |
| Fuente n.º 2: Deutscher Wetterdienst (Horas de sol, 1961-1990) |                                                     |                                                     |                                                     |                                                     |                                                     |                                                     |                                                     |                                                     |                                                     |                                                     |                                                     |                                                     |                                                     |

## Consulados

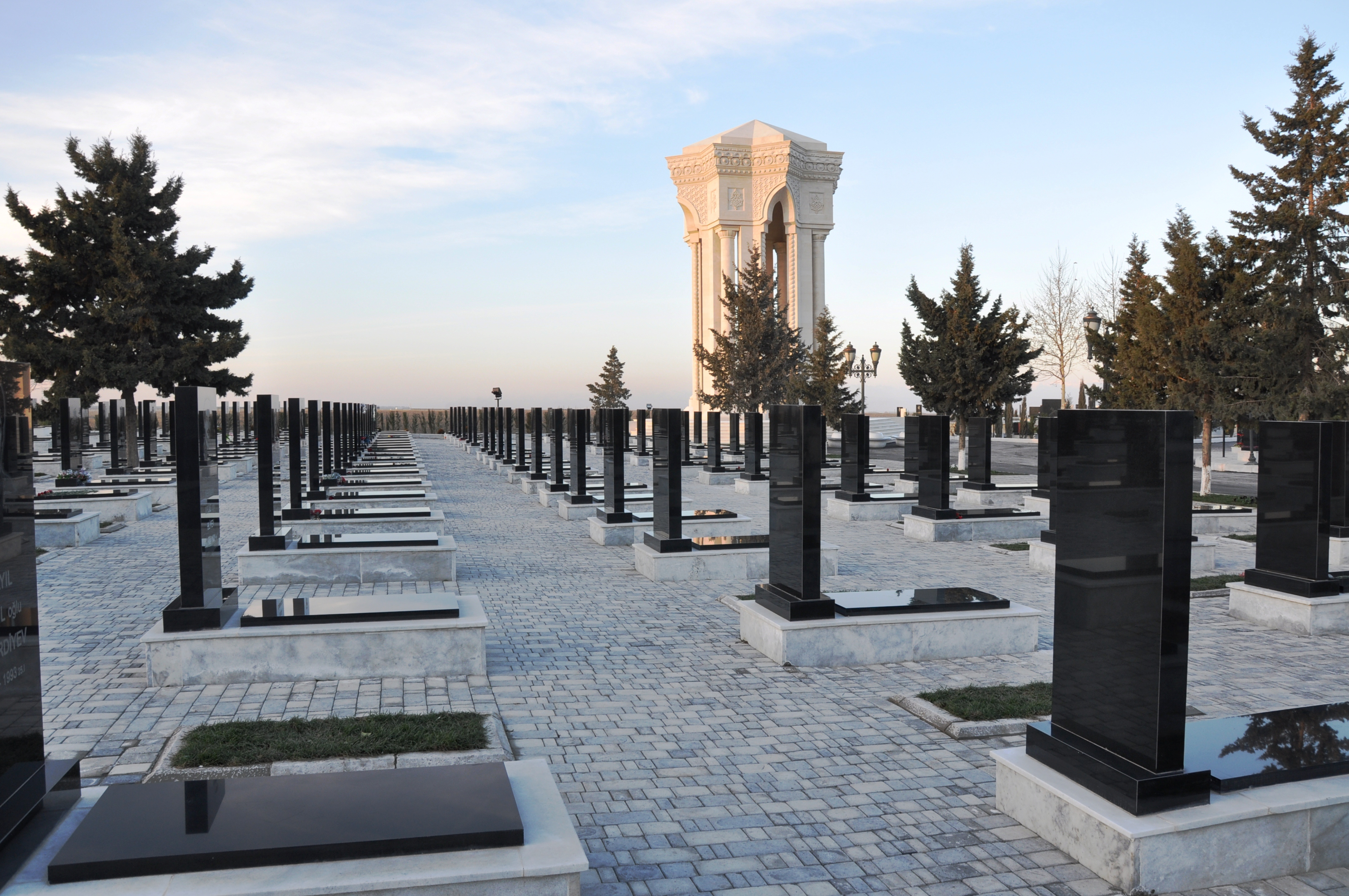
Callejón de los Mártires en Ganyá

En 2010 en la ciudad fue abierto el consulado general de Turquía y en 2014 el de Georgia.

## Alcaldes
- Sabuhi Abdinov (1992)
- Murshud Mammadov (1992-1993)
- Elkhan Qadimov (1993)
- Vagif Veliev (1993)
- Elsever Ibrahimov (1993-1994)
- Rasim Dashdemiov (1994-2000)
- Eyvaz Babayev (2000-2003)
- Eldar Azizov (2003-2011)
- Elmar Veliyev (2011-2018)
- Niyazi Bayramov (2018-actualmente)

## Ciudades hermanadas
- Olomouc (República Checa)
- Derbent (Rusia)
- Kars (Turquía)
- Esmirna (Turquía)
- Ankara (Turquía)
- Bursa (Turquía)
- Elazığ (Turquía)
- Moscú (Rusia)
- Newark (Estados Unidos)
- Rustavi (Georgia)
- Kutaisi (Georgia)
- Dnipró (Ucrania)
- Dusambé (Tayikistán)
- Vũng Tàu (Vietnam)